# Lotus (album Christiny Aguilery)
Lotus – siódmy album studyjny amerykańskiej piosenkarki Christiny Aguilery, jej szóste anglojęzyczne wydawnictwo studyjne. Krążek został wydany 9 listopada 2012 roku nakładem RCA Records. Zasadniczo kompozycje zawarte na albumie czerpią z gatunków popu, muzyki tanecznej oraz rocka. Lotus jest jednak rozbieżny muzycznie, a niektóre utwory nagrane są w stylu rhythm and bluesa, hip-hopu czy country popu, przybierając formy ballad lub piosenek o szybkim tempie. Aguilera określiła album jako „odrodzenie”, a w etapie produkcji inspiracje stanowiły dla niej zdarzenia z życia osobistego, w tym przeciętna sprzedaż jej poprzedniej płyty Bionic (2010), udział w telewizyjnym talent show The Voice oraz rozwód. Materiał nagrywany był między innymi w domowym studio Aguilery w jej posiadłości w Beverly Hills. Jako producent wykonawczy albumu, artystka nawiązała współpracę z pokaźną grupą producentów, wśród których znaleźli się Max Martin, Claude Kelly i Alex da Kid.
W momencie wydania Lotus spotkał się ze zróżnicowanym przyjęciem krytyki, zyskując mieszane recenzje. Dziennikarze przybierali ambiwalentną postawę względem tekstów kolejnych piosenek, a muzykę uznali za generyczną. Chwalono szczerość krążka, a także zawarte na nim ballady i utwory dance. W Stanach Zjednoczonych Lotus zadebiutował na miejscu siódmym notowania Billboard 200, w pierwszym tygodniu obecności na rynku muzycznym sprzedając się w nakładzie ponad siedemdziesięciu trzech tysięcy egzemplarzy. Dookoła świata album zyskał niewielki sukces, zajmując głównie pozycje w Top 30 list przebojów. Uplasował się w czołowej dziesiątce zestawień w Kanadzie, Szwajcarii, Rosji, Wenezueli i Tajwanie. Płytę promowały dwa single. Pierwszy z nich, „Your Body”, obejmował pozycje w Top 40 list przebojów większości regionów. Drugi, „Just a Fool”, minął się z sukcesem komercyjnym. Oba wydawnictwa zostały pozytywnie ocenione przez krytyków. W celach promocyjnych Aguilera występowała z piosenkami z albumu w programach telewizyjnych (The Ellen DeGeneres Show, The Voice, Late Night with Jimmy Fallon) oraz podczas imprez muzycznych (American Music Awards, People’s Choice Awards). Latem 2013 opublikowała także teledysk do niesinglowego utworu „Let There Be Love”.

## Informacje o albumie
Christina Aguilera wyjawiła, że pracuje nad siódmym anglojęzycznym albumem studyjnym już w listopadzie 2010 roku. Media donosiły następnie informacji dotyczących oczekiwanego krążka, a sama wokalistka, majem 2011 na łamach talk-show stacji WABC-TV Live with Regis and Kelly, obwieściła, że „album będzie płynącym z głębi serca, głęboko zakorzenionym i introspekcyjnym materiałem”, oraz że ukaże się na wiosnę lub lato 2012. W grudniu 2011 rozpoczęto spekulować na temat daty wydania oraz tytułu płyty. Pojawiły się wówczas informacje, jakoby nowy album Aguilery miał nosić nazwę Left of Stream, a pierwszy promujący go singel – „Carnival Groove”. Donosy okazały się nieprawdziwe. Scott Storch zapowiedział, że pracuje nad nowym albumem Aguilery, ale żadna z jego piosenek ostatecznie się na nim nie pojawiła. W przeszłości Storch wyprodukował takie utwory artystki, jak „Fighter” i „Can’t Hold Us Down”.
Pod koniec sierpnia 2012 Aguilera porównała swój nadchodzący album do „muzycznego odrodzenia”, dodając, że będzie on „kulminacją wszystkiego, czego doświadczyła do tej pory” w branży muzycznej i życiu osobistym. „Dużo przeżyłam od czasu wydania mojego ostatniego albumu. Sędziowanie w The Voice, rozwód. To wszystko jest częścią mojego odrodzenia. Dotykam na tym krążku wielu różnych kwestii, ale opowiadam o wszystkim w pozytywnym tonie.” – wyznała. Artystka powiedziała również, że nagrała materiał „bardzo wyrazisty i wrażliwy, a jednocześnie zabawny”. „Zawsze, z każdym kolejnym albumem staram się zrobić krok naprzód, ta płyta jest bardzo autoanalityczna, pochodzi prosto z serca”. „To bardzo wielowymiarowy (...) krążek. Chciałam zaprezentować na nim wszystkie aspekty mojej osobowości, jako kobiety, twórcy, artystki. Częścią tego jest bycie matką, część to moja seksualność, część to wrażliwość, składam się też z gniewu i agresji” – komentowała album w rozmowie z dziennikarzem pisma Rolling Stone. Na łamach programu telewizyjnego Access Hollywood Aguilera zaznaczyła, że Lotus to album „autentyczny i szczery”, a muzyka na nim „będzie mówić sama za siebie”. 12 września 2012 ujawniono, że tytuł albumu to Lotus, a 5 października przedstawiono okładkę płyty, zaprojektowaną przez fotografa Enrique Badulescu. Na okładce wokalistka nago wyłania się z kwiatu lotosu. Komentując ten koncept w wywiadzie dla magazynu People, Aguilera powiedziała, że zdjęcie wyraża akceptację i wolność, ma być „surowe i prawdziwe” oraz dotyczyć „celebracji życia”. 10 października Christina Aguilera pojawiła się na specjalnie zorganizowanym przyjęciu prasowym, na którym dziennikarze otrzymali możliwość przedpremierowego odsłuchania albumu. Wkrótce potem wyjawiono tytuły poszczególnych utworów nagranych na krążek. Trzy dni później wykazano oficjalną tracklistę albumu, na którą złożyło się osiemnaście utworów (w tym jeden remiks), a 1 listopada do sieci wyciekły fragmenty samych nagrań. Ostatecznie na płycie znalazło się siedemnaście piosenek.
Dziennikarz muzyczny Jason Lipshutz i redaktorzy magazynu Billboard uwzględnili nagranie i wydanie albumu na liście dziesięciu najważniejszych momentów kariery Christiny Aguilery, dodając: „Lotus to nowy początek dla weterana sceny muzycznej, który nadal przedefiniowuje swoje dziedzictwo”.

### Kompozycja i utwory
Zgromadzone na albumie Lotus piosenki łączą w sobie elementy popu, dance-popu, pop rocka oraz electropopu; niektóre czerpią z innych gatunków muzycznych. Wśród utworów dominują instrumentalne ballady i nagrania optymistyczne, taneczne, o szybkim tempie. Lotus został wyprodukowany przez grupę ponad piętnastu producentów muzycznych, lecz niemal każdy zawarty na albumie utwór był współtworzony przez Aguilerę – autorkę tekstów i melodii oraz koproducentkę i producentkę wokalną.
Edycja standardowa
Otwierająca album kompozycja „Lotus Intro” inspirowana jest miłością Aguilery do muzyki elektronicznej, zwłaszcza chilloutu. Ton nagrania jest hipnotyzujący i relaksujący, a zarazem mroczny i poważny; ewoluuje on i dojrzewa w trakcie trwania piosenki. Tekst utworu opisuje ponowne narodziny Aguilery, nawiązując do cyklu życia kwiatu lotosu. Oryginalne demo piosenki zawierało sampel z singla „Midnight City” zespołu M83 z 2011 roku. Wbrew swojemu tytułowi, kompozycja nie jest intrem. „Army of Me” to nagranie wielogatunkowe, czerpiące z dance-popu, electropopu, pop rocka oraz eurodance’u. Wzmacniający, podnoszący na duchu tekst piosenki dotyczy odnajdowania w sobie siły, podobnie jak przebój Aguilery z 2003 roku, „Fighter”. Trzeci zawarty na płycie utwór, „Red Hot Kinda Love”, wykazuje elementy różnych gatunków: dance’u, disco, popu, hip-hopu oraz muzyki latynoskiej. Sample w utworze pochodzą ze szlagierów „The Whole Wide World Ain’t Nothin’ But a Party” (1976) w wykonaniu Marka Radice’a oraz „54-46 That’s My Number” grupy Toots and The Maytals ('68). Słowa piosenki przytaczają próbę flirtu młodej kobiety, która stara się zaimponować mężczyźnie.
„Make the World Move”, kolejny utwór, nagrany został we współpracy z wokalistą Cee Lo Greenem i łączy w sobie komponenty właściwe rhythm and bluesowi, muzyce tanecznej oraz soulowi. Jest to piosenka utrzymana w „old-schoolowej” tonacji, mająca rozbudzić w słuchaczu pozytywne nastawienie; jeden z wersów jej tekstu brzmi: „Czas nadszedł, nie ma na co czekać – zwiększ w sobie miłość, zmniejsz nienawiść”. „Make the World Move” zawiera sampel z filmowej kompozycji „Let’s Find Out” autorstwa Armando Trovajoliego (1969). Następnym nagraniem z płyty jest „Your Body”. Skomponowana w średnim tempie popowa piosenka czerpie z elektroniki, dance’u, R&B oraz dubstepu. Singlowy utwór dotyczy anonimowego seksu i jest śpiewany z perspektywy kobiety poszukującej przelotnej znajomości z nieznanym mężczyzną. „Let There Be Love” to kolejna po „Your Body” piosenka taneczna. Przynależna do gatunków dance-popu, EDM i popu kompozycja wyróżnia się donośnym beatem, mocnymi syntezatorami oraz głośnym dźwiękiem bębnów. Przesłaniem piosenki jest bezwzględne niesienie miłości, nawoływanie do niej. Siódmym zawartym na albumie nagraniem jest „Sing for Me”. Jest to ballada popowa o refleksyjnej tematyce, opowiadająca o tym, że wykonawczyni narodziła się, by śpiewać. Utwór #8, zagrana na fortepianie ballada „Blank Page”, należy do gatunków popu oraz soulu. Warstwa tekstowa piosenki skupia się emocjach podmiotu lirycznego. Po zakończeniu związku bohaterka prosi ukochanego, by dał jej szansę powrotu do siebie.
Kolejnym utworem na trackliście jest „Cease Fire”, skomponowany jako hybryda muzyki elektronicznej, rocka i dubstepu. Lirycznie nagranie stanowi apel Aguilery do jej byłego partnera – wokalistka nakłania go, by przestał walczyć o ich utracony związek. „Around the World”, następne nagranie, to piosenka pop/R&B z elementami ragga. Tekst, nawiązujący do singla Aguilery „Lady Marmalade” z 2001, sugeruje, że artystka pragnie uprawiać seks w krajach dookoła świata. „Circles” jest nagraniem pop-rockowym, na które znaczący wpływ miał także rock alternatywny. Jest to utwór, w którym wokalistka każe swoim antyfanom „kręcić się wokół jej środkowego palca”. „Best of Me” to ballada popowa snująca historię rozbitego związku uczuciowego, skupiająca się także na utrzymywaniu wewnętrznej siły i wiary w siebie. Standardową edycję albumu Lotus wieńczy ballada „Just a Fool”. Country-popowa, nagrana wspólnie z piosenkarzem Blakiem Sheltonem kompozycja stylistycznie nawiązuje do muzyki lat osiemdziesiątych, inspirowana jest soulem i soft rockiem. Tekst utworu dotyczy bolesnego zerwania związku miłosnego.
Deluxe edition
Na wersji deluxe albumu umieszczone zostały cztery kolejne nagrania: „Light Up the Sky”, „Empty Words”, „Shut Up” oraz remiks „Your Body” autorstwa Martina Garriksa.

## Wydanie i promocja
Jak początkowo potwierdził niemiecki oddział Sony Music, w Europie niemieckojęzycznej album ukazał się 9 listopada 2012 roku. 12 listopada krążek wydano w Wielkiej Brytanii, a nazajutrz opublikowano go na terenie Stanów Zjednoczonych. Aguilera promowała album przy pomocy licznych występów w programach telewizyjnych. 2 listopada 2012 gościła w talk-show Late Night with Jimmy Fallon, gdzie wspólnie z prezenterem i hip-hopowym zespołem The Roots wykonała singel „Your Body”. 13 listopada wystąpiła w trakcie jednego z odcinków programu typu talent show The Voice; wraz z Cee Lo Greenem zaśpiewała utwór „Make the World Move”.

## Recenzje
Odbiór albumu przez krytyków muzycznych był mieszany. Glenn Gamboa z portalu Newsday.com uznał, że Lotus to „przyjemny powrót Aguilery do branży muzycznej”. Recenzent pisał w swoim omówieniu: „Na Lotusie wokalistka zebrała razem wszystko, co w niej najsilniejsze – pewność siebie, surową emocjonalność, piękne ballady i niewiarygodny głos – co po zsumowaniu dało efekt w postaci najbardziej skupionego artystycznie albumu stworzonego przez nią do tej pory. Piosenki nagrane w szybszych tempie są zabawne, w szczególności wrażenie robią uwspółcześniony kawałek disco 'Red Hot Kinda Love’ i figlarne 'Make the World Move’, w którym Christinie towarzyszy kolega z telewizyjnego programu The Voice, Cee Lo Green. Aguilera ukazuje się jednak z najlepszej strony, kiedy śpiewa ballady, takie jak 'Blank Page' czy ukoronowanie całego albumu, 'Just a Fool'”. Gamboa przyznał płycie ocenę w postaci „A–”, odwołując się do skali szkolnej. W recenzji dla czasopisma The Boston Globe Sarah Rodman nazwała płytę „dobrym początkiem skierowywania uwagi na możliwości wykonawczyni”, jednak zaobserwowała, że „kilka z zawartych na krążku utworów brzmi bezmyślnie wtórnie”. Według publicysty piszącego dla londyńskiego magazynu Q, Lotus to album generyczny, a zgromadzone na nim nagrania nie wychylają się ponad przeciętność. Paweł Gzyla, redaktor serwisu internetowego onet.pl, napisał: „Lotus to bez wątpienia najbardziej przebojowa płyta amerykańskiej gwiazdy od czasu (...) Stripped. (...) Oba krążki (...) zbudowane są według podobnych zasad, składając się na idealnie wyważone zestawy nagrań, które zachwycą każdego fana współczesnego popu.”
Magazyn muzyczny Spin wymienił Lotus wśród dwudziestu najlepszych albumów popowych roku 2012; za jeden z najlepszych krążków 2012 album uznała także amerykańska stacja telewizyjna Fuse. Dla odmiany, w lutym 2013 pismo Entertainment Weekly wymieniło Lotus wśród gorszych płyt wydanych w minionym roku.
W 2016 roku, z perspektywy lat dziennikarz muzyczny Sebastian Mucha (popheart.pl) pisał: „Mimo że album Lotus jest bardzo spójny, jakościowo odstaje od całej dyskografii Christiny Aguilery. Jednakże na wyróżnienie zasługują utwory 'Red Hot Kinda Love’ oraz ‘Circles’.”.

## Single
Jako pierwszy singel z albumu 17 września 2012 wydany został utwór „Your Body”. 4 grudnia 2012 odbyła się premiera drugiego singla, „Just a Fool”. Kompozycje zyskały pozytywne recenzje, lecz odniosły umiarkowany sukces na listach przebojów (w notowaniu Billboard Hot 100 pierwsza z piosenek objęła szczytne miejsce 34., a druga – 71.).
Na początku 2013 spekulowano na temat wydania jako singla piosenki „Let There Be Love”, a w czerwcu tego roku pojawiły się informacje, jakoby trzecim singlem promującym album Lotus miał zostać utwór „Red Hot Kinda Love”. Żaden z utworów nie został wydany na singlu; „Let There Be Love” doczekał się jednak wideoklipu.

## Spuścizna
W 2015, w artykule pisanym dla witryny bustle.com dziennikarz Alex Kritselis okrzyknął jeden z zawartych na płycie utworów, „Red Hot Kinda Love”, idealnym wakacyjnym przebojem.

## Nagrody i wyróżnienia

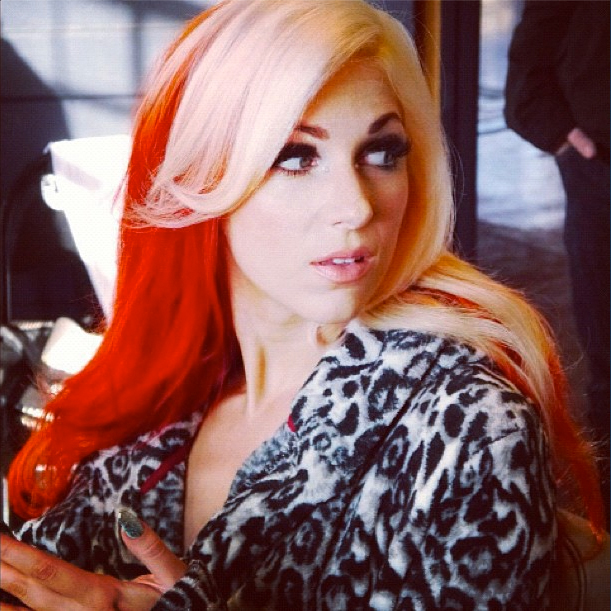
Bonnie McKee, współautorka piosenki „Let There Be Love”.

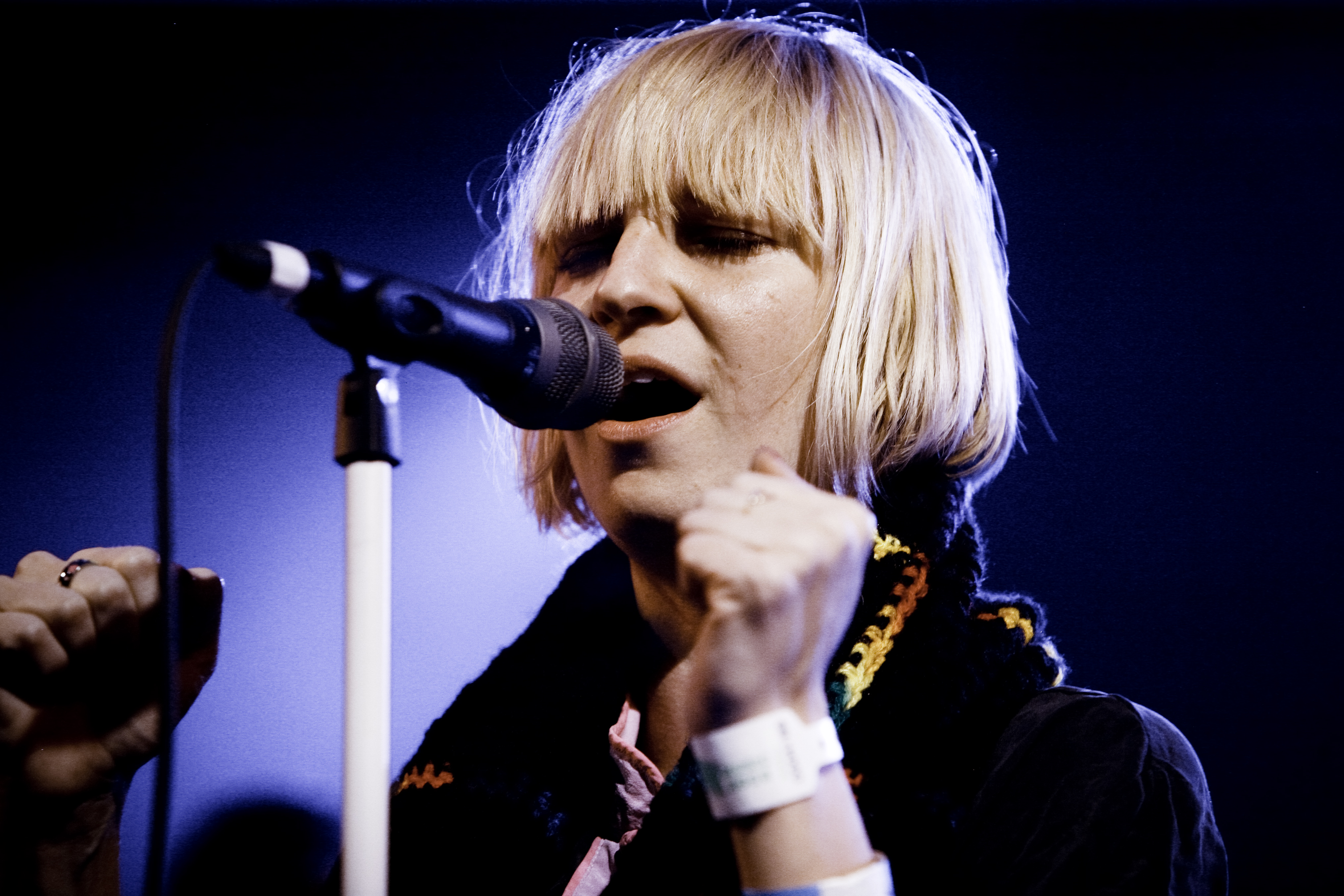
Sia Furler, współtwórczyni ballady „Blank Page”.

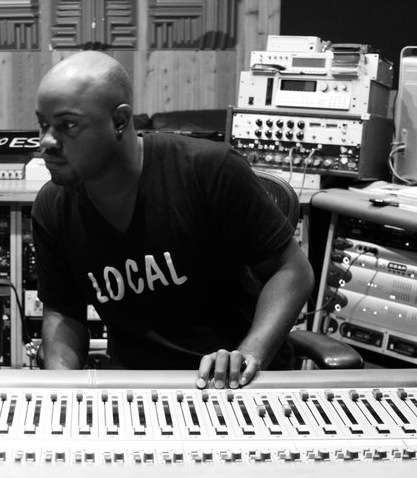
Autor i producent utworu „Around the World”, Jason „JG” Gilbert.

| Rok  | Ceremonia              | Nagroda                                | Rezultat  |
| ---- | ---------------------- | -------------------------------------- | --------- |
| 2011 | All About Music Awards | najbardziej oczekiwany album 2012 roku | Wygrana   |
| 2013 | Spetteguless Awards    | najlepszy album roku                   | Nominacja |
| 2013 | World Music Awards     | najlepszy album                        | Nominacja |
| 2014 | World Music Awards     | najlepszy album z muzyka latynoską     | Wygrana   |

| Rok  | Wydawca         | Notowanie                  | Miejsce | Przypis |
| ---- | --------------- | -------------------------- | ------- | ------- |
| 2013 | All About Music | Najlepsze albumy 2012 roku | 2.      | [ 34 ]  |

## Lista utworów
Lista utworów została ogłoszona 26 października 2012 za pośrednictwem oficjalnej strony piosenkarki. Krążek składa się z dwóch nośników: standardowej CD i deluxe edition wzbogaconego o kilka dodatkowych utworów oraz remiks pierwszego singla, „Your Body”.
Standard Edition
- 1. „Lotus Intro” (aut. Christina Aguilera, Dwayne Abernathy, Candice Pillay, Alexander Grant; prod. Alex da Kid, Dem Jointz, Aguilera, Pillay) – 3:18
- 2. „Army of Me” (aut. Aguilera, Jamie Hartman, David Glass, Phil Bentley; prod. Tracklacers, Hartman, Aguilera) – 3:27
- 3. „Red Hot Kinda Love” (aut. Aguilera, Lucas Secon, Olivia Waithe; prod. Secon) – 3:06
- 4. „Make the World Move” (feat. Cee Lo Green) (aut. Grant, Mike Del Rio, Pillay, Jayson DeZuzio, Abernathy, Armando Trovajoli; prod. Alex da Kid, Aguilera, Pillay) – 3:00
- 5. „Your Body” (aut. Max Martin, Karl Johan Schuster, Savan Kotecha, Tiffany Amber; prod. Martin, Shellback) – 4:00
- 6. „Let There Be Love” (aut. Martin, Schuster, Kotecha, Bonnie McKee, Oliver Goldstein, Oscar Holter, Jakke Erixson; prod. Martin, Shellback) – 3:21
- 7. „Sing for Me” (aut. Aguilera, Aeon Manahan, Ginny Blackmore; prod. Aeon „Step” Manahan) – 4:01
- 8. „Blank Page” (aut. Aguilera, Chris Braide, Sia Furler; prod. Braide) – 4:05
- 9. „Cease Fire” (aut. Aguilera, Grant, Pillay; prod. Alex da Kid, Aguilera, Pillay) – 4:08
- 10. „Around the World” (aut. Aguilera, Dwayne „Supa Dups” Chin-Quee, Jason „JG” Gilbert, Ali Tamposi; prod. Chin-Quee, Gilbert) – 3:25
- 11. „Circles” (aut. Aguilera, Grant, Pillay, Abernathy; prod. Alex da Kid, Aguilera, Pillay) – 3:26
- 12. „Best of Me” (aut. Aguilera, Grant, Pillay, DeZuzio; prod. Alex da Kid, DeZuzio, Aguilera, Pillay) – 4:08
- 13. „Just a Fool” (feat. Blake Shelton) (aut. Steve Robson, Claude Kelly, Wayne Hector; prod. Robson, Aguilera, Kelly) – 4:14

Deluxe Edition
- 14. „Light Up the Sky” (aut. Aguilera, Grant, Pillay; prod. Alex da Kid, Aguilera, Pillay) – 3:31
- 15. „Empty Words” (aut. Aguilera, Michael James Ryan Busbee, Nikki Flores, Tamposi; prod. Busbee) – 3:47
- 16. „Shut Up” (aut. Aguilera, Grant, Pillay, Del Rio, Abernathy, Nate Campany; prod. Alex da Kid, Aguilera, Pillay) – 2:53
- 17. „Your Body” (Martin Garrix Remix) – 5:12

Wydanie japońskie
- 18. „Your Body” (Ken Loi Remix) – 5:24

## Pozycje na listach przebojów
| Kraj/region              | Notowanie (2012)             | Wydawca              | Najwyższa pozycja |
| ------------------------ | ---------------------------- | -------------------- | ----------------- |
| Australia                | Top 100 Albums               | ARIA Charts          | 19                |
| Austria                  | Top 100 Albums               | Ö3 Austria Top 40    | 13                |
| Belgia (Flandria)        | Top 50 Albums                | Ultratop             | 26                |
| Belgia (Region Waloński) | Top 50 Albums                | Ultratop             | 42                |
| Brazylia                 | Top 30 Albums                | ABPD                 | 29                |
| Czechy                   | Top 50 Albums                | IFPI                 | 16                |
| Dania                    | Top 40 Albums                | Tracklisten          | 23                |
| Francja                  | Top 200 Albums               | SNEP                 | 50                |
| Grecja                   | Top 75 Albums                | ΕΕΠΗ                 | 14                |
| Hiszpania                | Top 100 Albums               | PROMUSICAE           | 13                |
| Holandia                 | Top 100 Albums               | MegaCharts           | 12                |
| Irlandia                 | Top 100 Albums               | IRMA                 | 29                |
| Japonia                  | Top 100 Albums               | Oricon               | 29                |
| Kanada                   | Top 200 Albums               | Jam! Canoe/Billboard | 7                 |
| Korea Południowa         | Top 100 Albums               | Gaon Chart           | 20                |
| Meksyk                   | Top 100 Albums               | AMPROFON             | 19                |
| Niemcy                   | Top 100 Albums               | Media Control Charts | 13                |
| Norwegia                 | Top 40 Albums                | VG-lista             | 25                |
| Nowa Zelandia            | Top 40 Albums                | RIANZ                | 29                |
| Polska                   | Top 100 Albums               | OLiS                 | 59                |
| Rosja                    | Top 25 Albums                | 2M                   | 6                 |
| Stany Zjednoczone        | Billboard 200                | Billboard            | 7                 |
| Szkocja                  | Top 75 Albums                | OCC                  | 33                |
| Szwajcaria               | Top 100 Albums               | Schweizer Hitparade  | 10                |
| Szwecja                  | Top 60 Albums                | Sverigetopplistan    | 39                |
| Tajwan                   | Top 20 Albums                | Five Music           | 1                 |
| Tajwan                   | Top 100 International Albums | RIT                  | 3                 |
| Tajwan                   | Top 100 Main Albums          | RIT                  | 14                |
| Tajwan                   | Top Western Weekly Albums    | KKBox                | 6                 |
| Wenezuela                | Top 40 Albums                | Recordland           | 2                 |
| Węgry                    | Top 40 Albums                | MAHASZ               | 17                |
| Wielka Brytania          | Top 200 Albums               | OCC                  | 28                |
| Włochy                   | Top 100 Albums               | FIMI                 | 12                |

### Listy końcoworoczne
| Kraj              | Notowanie (2013) | Wydawca     | Najwyższa pozycja |
| ----------------- | ---------------- | ----------- | ----------------- |
| Rosja             | Top 25 Albums    | 2M          | 41                |
| Stany Zjednoczone | Billboard 200    | „Billboard” | 117               |

### Certyfikaty
| Kraj     | Wydawca           | Certyfikat |
| -------- | ----------------- | ---------- |
| Brazylia | Pro-Música Brasil | złoto      |
| Rosja    | 2M                | platyna    |